# 蒙圖法爾縣
蒙圖法爾縣（西班牙語：Cantón Montúfar），是厄瓜多爾的縣份，位於該國北部，由卡爾奇省負責管轄，首府設於聖加百列，面積383平方公里，2001年普查人口總數為28,576人，人口密度每平方公里74.61人。
0°36′36″N 77°50′24″W / 0.61000°N 77.84000°W